# Isla Dawn
Courtney Stewart (ur. 2 lutego 1994 w Glasgow) – brytyjska wrestlerka. W latach 2018-2025 występująca w amerykańskiej federacji World Wrestling Entertainment (WWE) pod pseudonimem ringowym Isla Dawn. W latach 2018–2022 rywalizowała przeważnie w brandzie NXT UK, następnie została przeniesiona do NXT. Tamże wraz z Albą Fyre zdobyły tytuły NXT Women’s Tag Team. W maju 2023 zadebiutowała na SmackDown.
Karierę zawodniczą rozpoczęła w 2013. Najczęściej walczyła na brytyjskiej scenie niezależnej, rzadziej w europejskich federacjach, pod swoim prawdziwym imieniem. Na przełomie sierpnia i września 2016 wzięła udział w turnieju 5Star Grand Prix japońskiej organizacji World Wonder Ring Stardom jako Courtney Stewart. W tym samym roku zadebiutowała na amerykańskiej scenie niezależnej.

## Tytuły mistrzowskie i osiągnięcia
- Pro Wrestling Illustrated
  - PWI umieścił ją na 96. miejscu rankingu wrestlerek Top 100 w 2019[6]
  - PWI umieścił ją na 53. miejscu rankingu tag teamów Top 100 w 2023[6]
- WWE
  - NXT Women’s Tag Team Championship (1 raz) – z Albą Fyre